# 外港新填海區25地段公共辦公大樓
外港新填海區25地段公共辦公大樓是一座澳門特別行政區政府擁有的辦公大樓，位於澳門半島新口岸新填海區25地段，佔地面積6,480平方米，位於澳門文化中心對面，項目將興建兩幢分別為12層及17層的政府辦公大樓，並設3層地庫停車場，供政府部門辦公用途。該地段與鄰近的12地段的政府辦公大樓建設模式相同，目前正在進行“上蓋”建造工程，而「基礎及地庫」工程已經通過臨時驗收。

## 沿革
2015年5月30日立法會全體會議上，運輸工務司司長羅立文指25地段原用作商住土地用途，在收回後考慮用作政府辦公樓。
2018年7月31日，終審法院對兩宗土地承批人針對行政長官宣告批地失效的決定提起的上訴案作出終審宣判。其中一宗案件所涉及的是位於澳門半島外港新填海區的25(A1/g)地段，承批人為澳門工程發展有限公司。該土地於1990年7月27日批出，批給期25年。2016年3月9日，行政長官作出批示，以批給期已屆滿，但土地仍未被利用，批給不能轉為確定為由，宣告土地的批給失效。承批人不服裁決向中級法院提起撤銷性司法上訴，中級法院在2017年11月9日的合議庭裁判司法上訴敗訴，其後再不服裁決上訴至終審法院；2018年6月6日，終審法院頒佈第43/2018號案件內作出的裁判，維持中級法院判決，裁定承批人上訴敗訴。
2020年11月16日，行政長官賀一誠發表上任後第二份施政報告，當中包括啟動12地段政府辦公樓項目的各項招標工作，加快推進上述項目建設，建成啟用後將基本解決政府長期租用商業辦公樓的問題。
2021年1月6日，城市規劃委員會舉行該年度首次全體會議，當中包括25地段規劃條件圖。
2022年2月16日，建設發展辦公室公佈25地段公共辦公大樓基礎及三層地庫工程進行公開招標，最長總施工期為675天。由於該地段屬於東望洋燈塔周邊區域的保護區內，樓宇最大許可高度由13.6米至75米之間。
2022年3月17日，25地段公共辦公大樓基礎及地庫工程進行開標，建設辦共收到18份標書，預計2022年第三季動工，首階段的基礎和3層地庫工程，主要開展鑽孔灌注樁圍護牆施工、土石方開挖及地庫混凝土結構建造工程，最長施工期675個工作天；而上蓋工程仍在規劃中。
2022年11月，經濟財政司表示本大樓為新口岸政府合署第二座大樓，預料供行政法務和經濟財政範疇部門進駐。
2024年5月22日，外港新填海區25地段公共辦公大樓上蓋建造工程公開招標，同年6月25日截標，翌日開標。大樓佔地面積6,480平方米，興建兩幢分別為12層及17層的政府辦公大樓，並設三層地庫停車場，供政府部門辦公用途。至於基礎及地庫工程造價為5.14億元，合約竣工期延至2024年10月。上蓋工程項目最長施工期為850個工作天，由委託工程日起計算，有一個工程節點：完成兩座塔樓結構封頂，最長施工期為435個工作天。項目評標標準有三項：承攬造價佔五成、施工期佔三成、施工經驗及質量佔兩成。
2024年6月26日，上蓋工程進行開標，共收到21份標書。經開標程序後，所有標書被接納，工程造價介乎6億6千3百多萬澳門元至7億3千9百多萬澳門元，施工總工期均為765工作天。由於項目的基礎及地庫仍在施工，預計同年10月完工，故上蓋部分工程將爭取於第四季動工。

## 各方反應

### 中區社區服務咨詢委員會
2020年7月1日，中區社區咨詢委員會召開會議，有委員在議程前發言，建議利用區內已收回的閒置土地，落實興建新口岸街市和衛生中心。委員區穎晞表示，新口岸區已發展多年，惟該區的一些民生設施，如衛生中心和街市等規劃，遲遲未有落實；目前該區居民指出如要看診或保健，皆要前往塔石衛生中心，路途遙遠，只有少數巴士路線能直達，對長者或行動不便人士極為不便。委員盧定淦刞建議政府可利用近年於新口岸及皇朝區收回多塊閒置土地，重新規劃和興建民生設施，如街市、衛生中心和停車場等，以完善該區配套設施。但早在2016年，立法會會議有多位議員追問政府新口岸街市及衛生中心進度，當時的民政總署表示皇朝區街市要待新城填海區A區落成及搬遷設施後，才有空間條件興建。時隔已五年，新口岸興建街市問題，仍未有下文，之後再提上中區社區服務諮詢委員會會議議程。

### 立法會議員提書面質詢
2022年4月，澳門立法會直選議員林宇滔對皇朝區兩座辦公大樓興建發表意見，引述居民指出：政府通過興建辦公大樓，減少巨額的政府部門租金開支方向正確，但目前皇朝區僅剩的未發展土地極為有限，政府在興建辦公大樓的同時應增設基本民生設施去回應區內居民的訴求。事實上，皇朝區於過去20至30年發展變遷成為澳門重要的商業區，並有數以萬計的居民遷入居住，區內社區設施規劃明顯未能跟上發展步伐。例如區內缺乏衛生中心，目前新口岸及皇朝區居民只能到塔石衛生中心尋求初級衛生保健服務，塔石衛生中心面積有限，加上該衛生中心的服務範圍橫跨澳門半島的中區和東南區，服務人口眾多，實在有必要在新口岸及皇朝區利用閒置土地增建衛生中心，回應當區居民的需要。以澳門凱旋門土地為例，如規劃作街市用途，但政府在2003年將該地段用作發展私人住宅及酒店，他建議該辦公大樓內仿傚石排灣綜合社區大樓增設鮮活食品的乾式街市，讓該區居民不用「跨區買餸」。另外他更提出書面質詢，其中一條指能否在皇朝區公共辦公大樓內增設衛生中心、政府綜合服務中心、公共停車場，甚至乾式街市或有鮮活食品出售的超市，方便該區居民和上班族使用？
2022年5月21日，公共建設局回覆直選議員林宇滔的書面質詢，指12地段與25地段公共辦公大樓項目，根據已發出的規劃條件圖，該兩幅地段用途為寫字樓的政府設施，故此衛生中心、公共停車場、乾式街市或鮮活食品超市不屬規劃條件用途；至於是否設置政府綜合服務中心將由使用部門作出規劃。衛生局回覆書面質詢時沒提到會否在皇朝區設立街生中心，但表示為配合社會發展的需要，衛生局積極推進《完善醫療系統建設方案》內各項醫療設施的興建、擴建及重建工作。

## 鄰近地點
- 澳門文化中心
- 觀音蓮花苑
- 金龍中心

## 承建單位
設計 ：乘風土木工程顧問有限公司 Sociedade de Consultadoria em Engenharia Civil, Limitada 承建商（基礎及地庫） ：明信建築置業有限公司 Companhia de Construção e Investimento Predial Ming Shun, Limitada 監察（基礎及地庫） ：柏雅工程顧問有限公司 Bahh Consultoria Engenharia, Lda. 承建商（上蓋工程） ：三友建築置業有限公司 Companhia de Fomento Predial Sam Yau, Limitada 監察（上蓋工程）：新域城市規劃暨工程顧問有限公司 CAA, Planeamento e Engenharia, Consultores Limitada 質量控制 ：澳大工程研究及檢測中心有限公司 Umcert Invetigação e Ensaio em Engenharia Limitada 機電設施質量控制 ：澳門發展及質量研究所 Instituto para o Desenvolvimento e Qualidade, Macau-IDQ 工料測量 ：凱諦思澳門有限公司 Arcadis Macau LDA.

## 外部連結
- 公共建設局-外港新填海區25地段公共辦公大樓建造工程 - 基礎及地庫 （页面存档备份，存于）
- 公共建設局-外港新填海區25地段公共辦公大樓建造工程 - 上蓋工程 （页面存档备份，存于）